# Бенитес, Хулиан
Хулиа́н Альфо́нсо Бени́тес Фра́нко (исп. Julián Alfonso Benítez Franco; родился 6 июня 1987 года в Пиларе) — парагвайский футболист, атакующий полузащитник клуба «Насьональ» (Асунсьон) и сборной Парагвая.

## Клубная карьера
Бенитес — воспитанник клуба «Гуарани». В 2004 году он дебютировал в парагвайской Примере. Во втором сезоне он начал чаще выходить на поле, а ещё год спустя стал основным футболистом команды. В 2010 году Бенитес помог клубу выиграть Апертуру.
В 2011 году Хулиан на правах аренды перешёл в мексиканский «Леон». 30 июля в матче против «Коррекаминос» он дебютировал в Ассенсо Лиге. 9 октября в поединке против «Веракрус» Бенитес забил свой первый гол за «львов».
После окончания срока соглашения Хулиан остался в Мексике и ещё полгода отыграл за «Торос Неса». В конце 2012 года он вернулся в «Гуарани» и сыграл за команду в нескольких поединках. В начале 2013 года Бенитес на правах аренды перешёл в столичный «Насьональ». 9 февраля в матче против «Спортиво Карапагуйя» он дебютировал за новую команду. В этом же поединке он забил свой первый гол за «Насьональ». В 19 матчах Бенитес забил 13 голов и стал лучшим бомбардиром команды. На вторую половину сезона его арендовал эквадорский ЛДУ Кито. 13 июля в матче против «Депортиво Куэнка» Хулиан дебютировал в эквадорской Примере. В этом же поединке он открыл счёт своим забитым голам за новую команду. После окончания аренды Бенитеса вновь арендовал «Насьональ», воодушевлённый прошлыми бомбардирскими подвигами нападающего. Вторая попытка стала для Хулиана не такой удачной, как первая, он смог лишь четырежды поразить ворота соперников в 31 матче.
В начале 2015 года Бенитес вернулся в «Гуарани». Он сразу смог вернуть себе былые кондиции, забив 4 гола в 7 поединках чемпионата и огорчив венесуэльский «Депортиво Тачира» в обоих матчах Кубка Либертадорес.

## Международная карьера
25 мая 2011 года в товарищеском матче против сборной Аргентины Бенитес дебютировал за сборную Парагвая.

## Достижения
- Чемпион Парагвая (4): Апертура 2010, Апертура 2018, Клаусура 2018, Апертура 2019